# Глария, Рубен
Рубен Оскар Глария (исп. Rubén Oscar Glaría; род. 10 марта 1948, Белья-Виста, Аргентина) — аргентинский футболист, защитник.

## Клубная карьера
Рубен Глария начинал свою профессиональную футбольную карьеру в 1968 году в аргентинском клубе «Сан-Лоренсо де Альмагро». С этой командой Глария завоевал 4 чемпионских титула в 1968—1974 годах. В 1975 году он перешёл в «Расинг» из Авельянеды.

## Международная карьера
Рубен Глария попал в состав сборной Аргентины на Чемпионате мира 1974 года. Из 6-и матчей Аргентины на турнире Глария появлялся в 3-х. Он вышел на поле на 60-й минуте матча первого группового этапа против сборной Италии, заменив защитника Энрике Вольффа. В матче второго группового этапа с Нидерландами он вновь заменил Вольффа в перерыве между таймами. В следующем матче против сборной Бразилии Глария вышел в стартовом составе и отыграл все 90 минут.

## Достижения
«Сан-Лоренсо»
- Чемпионат Аргентины (4): Метрополитано 1968 (чемпион), Метрополитано 1972 (чемпион), Насьональ 1972 (чемпион), Насьональ 1974 (чемпион)